# Берар, Кристиан
Кристиа́н Бера́р (фр. Christian Bérard; 20 августа 1902, Париж, Франция — 11 февраля 1949, Париж, Франция), известный также как Бебе (фр. Bébé), — французский художник, иллюстратор и художник по костюмам.
Кристиан Берар и его партнёр Борис Кохно, который после Второй мировой войны участвовал в создании труппы «Балет Елисейских полей», являлись одной из наиболее известных гомосексуальных пар Франции в 30—40-е годы XX века.

## Биография
Кристиан Берар родился в 1902 году в Париже. Ребёнком обучался в лицее Жансон-де-Сайи, а в 1920 году поступил в Академию Рансона, где на его художественный стиль оказали влияние Эдуар Вюйар и Морис Дени.
Первая выставка работ Берара прошла в 1925 году в «Галерее Пьер», когда ему было всего 23 года. С самого начала своей карьеры он интересовался оформлением декораций для театров и дизайном костюмов, сыграв огромную роль в развитии театрального дизайна во Франции в 1930—1940-е годы. В начале 1930-х годов Берар сотрудничал с дизайнером Жан-Мишелем Франком, расписывая для него ширмы, мебель и создавая эскизы ковров. Работая в качестве иллюстратора моды, сотрудничал с такими модельерами, как Эльза Скиапарелли, Нина Риччи и Коко Шанель. Его модные иллюстрации украшали обложки и страницы французского «Vogue» на протяжении нескольких лет. Также он выполнил оформление бутика «Christian Dior», открывшегося на авеню Монтень в Париже в 1947 году.
Участвовал в создании декораций и костюмов для фильма Жана Кокто «Красавица и чудовище» (1946).

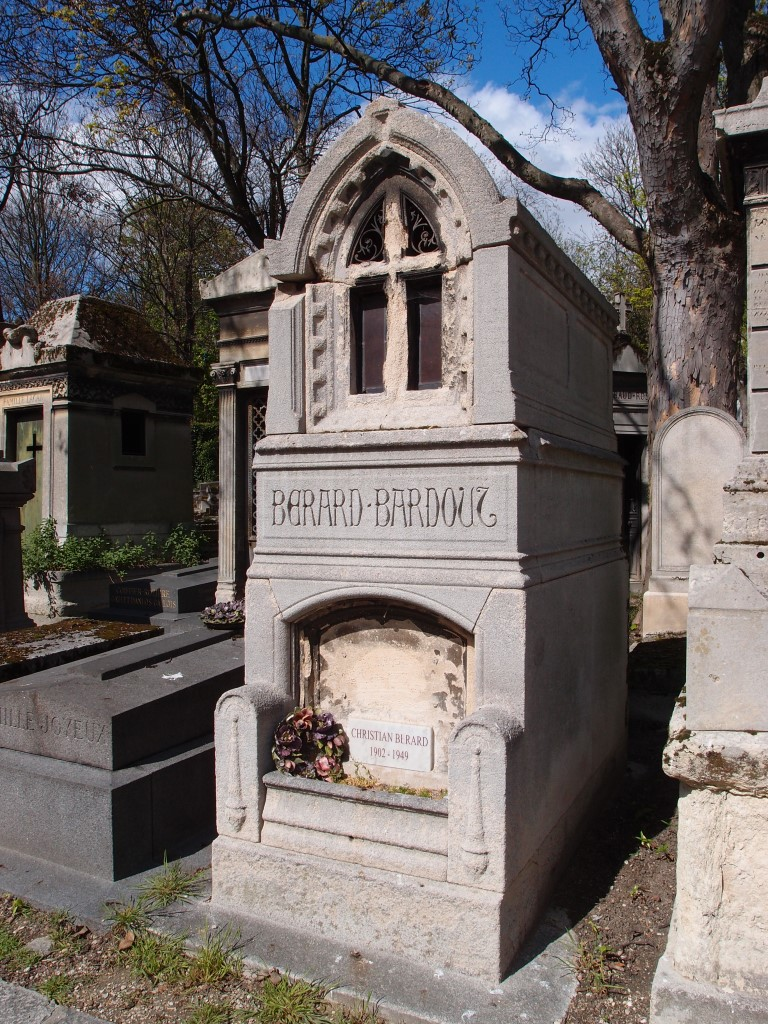
Могила Кристиана Берара на кладбище Пер-Лашез

Берар внезапно скончался от сердечного приступа 11 февраля 1949 года на сцене Театра Мариньи во время репетиции пьесы «Проделки Скапена». Был похоронен на парижском кладбище Пер-Лашез.
В 1950 году композитор Франсис Пуленк посвятил художнику свою духовную кантату «Stabat Mater», а режиссёр Жан Кокто — сюрреалистический фильм «Орфей».